# Gynoplistia cladophora
Gynoplistia cladophora är en tvåvingeart som beskrevs av Alexander 1922. Gynoplistia cladophora ingår i släktet Gynoplistia och familjen småharkrankar. Inga underarter finns listade i Catalogue of Life.